# Пищевиця
Пище́виця — село в Україні, у Казанківській селищній громаді Баштанського району Миколаївської області. Населення становить 17 осіб.